# ماموث (أوزارك)
ماموث هي منطقة فردية في مقاطعة أوزارك التابعة لولاية ميزوري في الولايات المتحدة. تقع على طريق تي 5 ميل (8.0 كـم) إلى الجنوب الشرقي من غينزفيل.
كانت المنطقة معروفة باسم ليك فالي وقد إنشئ فيها مكتب بريد في 28 يونيو 1872.
توقف مكتب البريد عن العمل في 6 مارس 1876.
دخل اسم ماموث حيز الاستخدام الرسمي مع إنشاء مكتب البريد في عام 1902 عن طريق عامل البريد المحلي السيد ويليام داي. مكتب البريد في ماموث توقف في عام 1955.